# اعمال رسولان
کتاب اعمال رسولان یا باختصار اعمال، یکی از قسمتهای عهد جدید است که معمولاً پس از چهار انجیل قرار می‌گیرد. هرچند نویسنده آن به‌طور دقیق مشخص نیست، ولی معمولاً نویسنده آن را لوقا انجیل نگار می‌دانند. هدف اصلی کتاب آن است که نشان دهد چگونه پیروان نخستین عیسی، تحت هدایت روح‌القدس، بشارت انجیل را از اورشلیم به‌تمام یهودیه و سامره و جهان مدیترانه تا سر حد روم رساندند (۱:۸). این کتاب سرگذشت جنبش مسیحی است که در آغاز در میان قوم یهود پاگرفت و سپس در میان ملل مختلفِ ساکن امپراتوری روم گسترش یافت.
باید در نظر داشت که کتاب اعمال رسولان شرح خدمات همه رسولان نیست. در این کتاب، دو چهره برجسته وجود دارد، یکی پِطرُس و دیگری پولُس. بخش نخست کتاب (فصل‌های ۱ تا ۱۲)، بیشتر بر اعمال پِطرُس رسول متمرکز است و بخش دوّم (فصل‌های ۱۳ تا ۲۸)، بر اعمال پولُس رسول. بخش نخست شرح حالِ گسترش مسیحیت در یهودیه و سامره و سایر نقاط ایالت رومی سوریه‌است، و بخش دوّم به شرح گسترش مسیحیت در آسیای صغیر و یونان می‌پردازد. قسمت مهمی از بخش دوّم به بازداشت پولُس و عزیمت او به روم اختصاص دارد.
لوقا تمام این داده‌های تاریخی را با نثری بسیار شیوا و واژگانی غنی به‌رشتهٔ تحریر درآورده‌است. فصل‌های پایانی کتاب که به بازداشت و محاکمه و سفر پولُس به روم اختصاص دارد، وقایع را همچون تصاویری زنده در ذهن انسان مجسم می‌سازد.
اطلاعات ارائه شده در این کتاب، به درک چهارچوب و زمینهٔ تاریخی نامه‌های پولُس و سایر رسولان کمکی چشمگیر می‌کند. همچنین یکی از نکات برجسته کتاب اعمال، عملکرد روح‌القدس است که در روز پِنتیکاست، یعنی پنجاه روز پس از رستاخیز عیسی، با قدرت بر ایماندارانِ گردآمده در اورشلیم نازل می‌شود. روح‌القدس در تمام وقایع این کتاب، هادی و تقویت‌کننده کلیسا و رهبران جنبش مسیحی است.

## تقسیم‌بندی کلّی

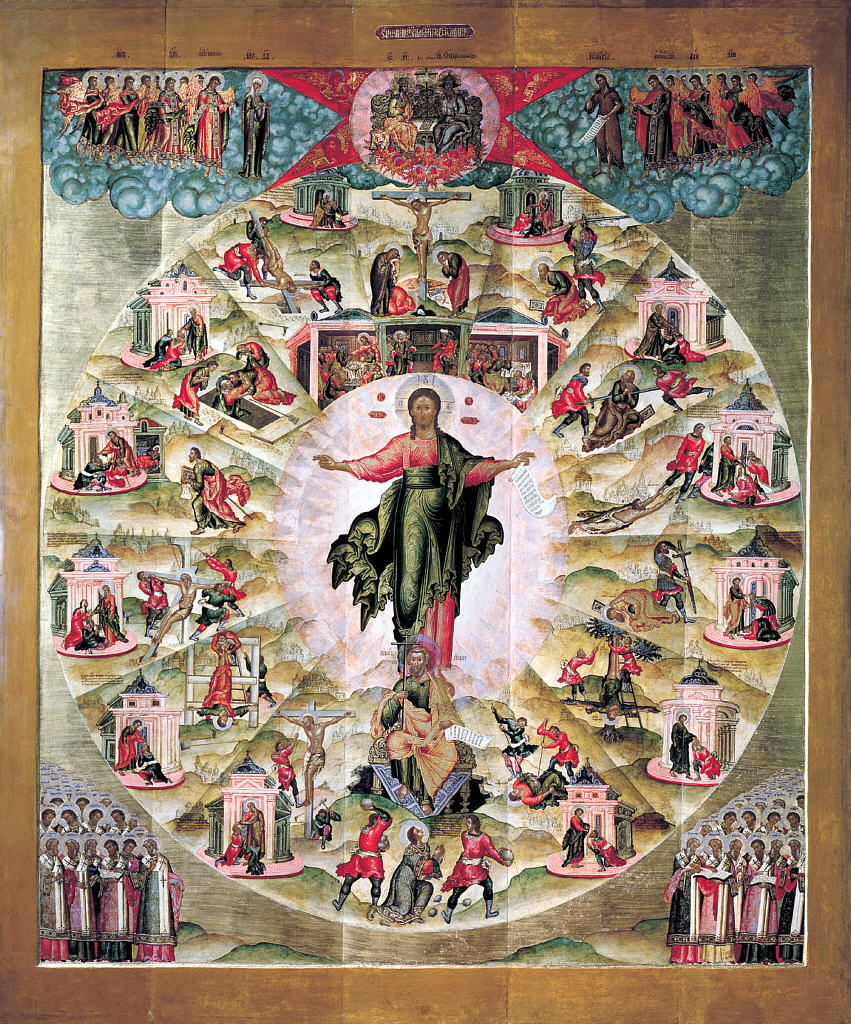

۱ - انتشار انجیل در سرزمین فلسطین و مناطق اطراف (فصل‌های ۱ تا ۱۲)
الف) در اورشلیم (فصل‌های ۱ تا ۷)
ب) در سامره و سایر نقاط ایالت سوریه (۸:۱ تا ۱۲:۲۵)
۲ - انتشار انجیل در قپرس و آسیای صغیر و یونان (۱۳:۱ تا ۲۱:۱۶)
الف) سفر اوّل بشارتی (فصل‌های ۱۳ و ۱۴)
ب) شورای اورشلیم (۱۵:۱–۳۵)
ج) سفر دوّم بشارتی (۱۵:۳۶ تا ۱۸:۲۲)
د) سفر سوّم بشارتی (۱۸:۲۲ تا ۲۱:۱۶)
۳ - بازداشت پولُس در اورشلیم، محاکمه او و عزیمتش به روم (۲۱:۱۷ تا ۲۸:۳۱)